# مارکو ایروسا
مارکو ایروسا (انگلیسی: Marco Airosa؛ زادهٔ ۶ اوت ۱۹۸۴)، بازیکن سابق فوتبال اهل آنگولا است. 